# Garzê (Kreis)
| Tibetische Bezeichnung                   |
| ---------------------------------------- |
| Tibetische Schrift: དཀར་མཛེས              |
| Wylie-Transliteration: dkar mdzes        |
| Offizielle Transkription der VRCh: Garzê |
| THDL-Transkription: Kardze               |
| Chinesische Bezeichnung                  |
| Vereinfacht: 甘孜县                      |
| Pinyin:Gānzī Xiàn                        |

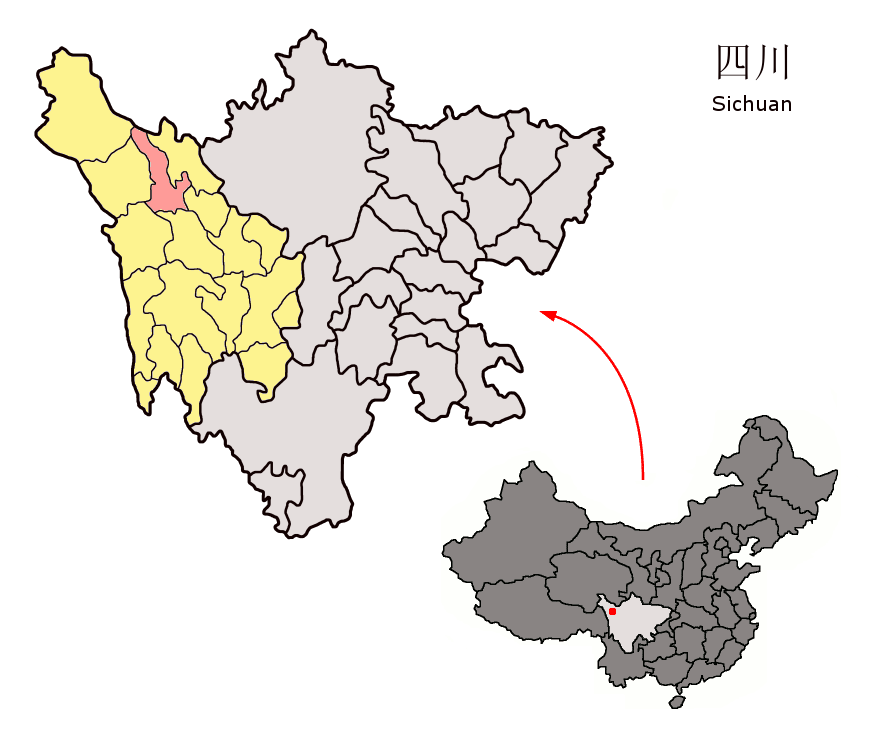
Lage von Garzê im Autonomen Bezirk Garzê der Tibeter.

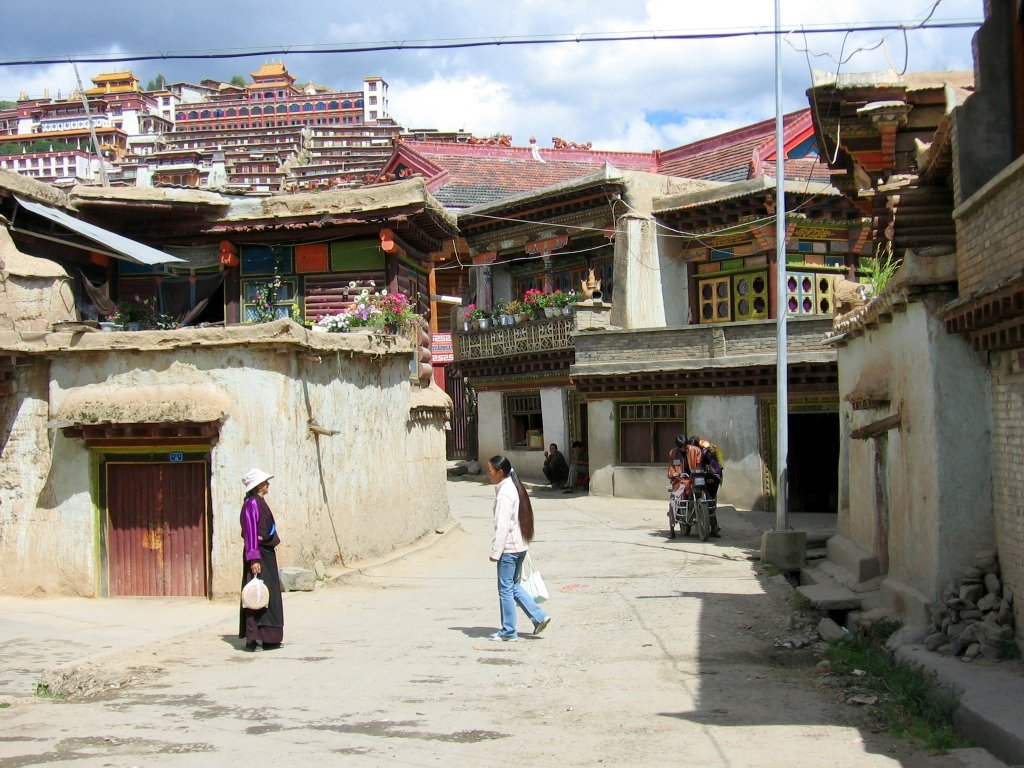
In den Straßen von Garzê. Im Hintergrund erhebt sich das Kloster Ganzi.

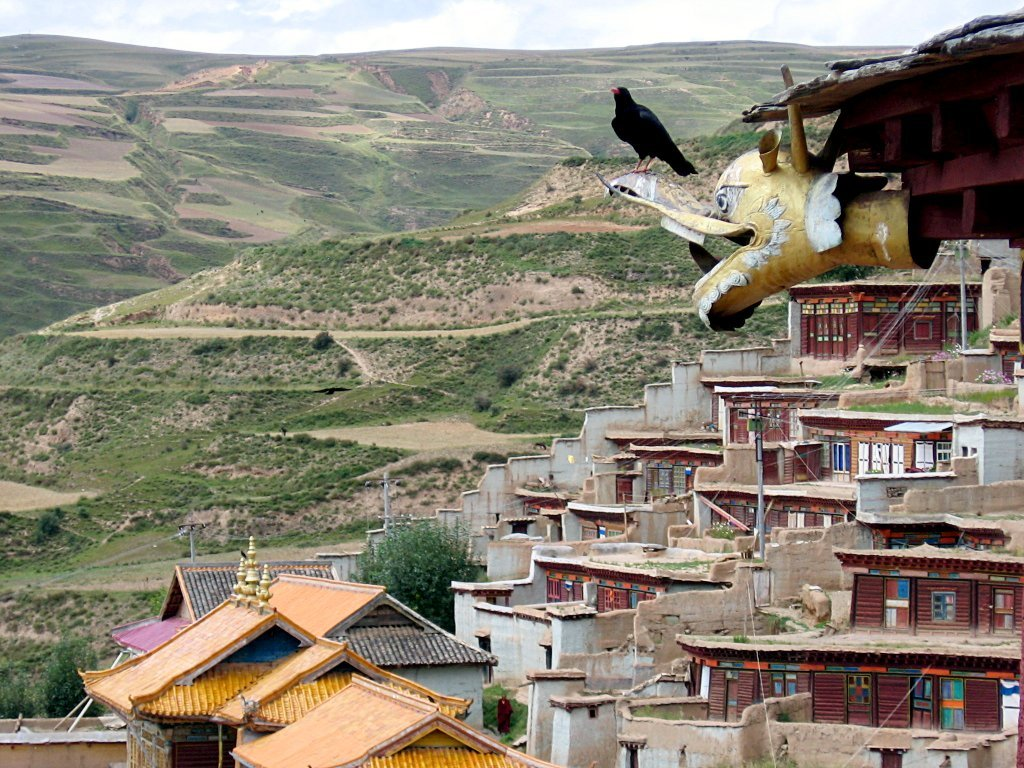
Blick vom Kloster Ganzi auf die umliegenden Hänge.

Garzê ist ein Kreis des Autonomen Bezirks Garzê der Tibeter im Nordwesten der chinesischen Provinz Sichuan. Sein Hauptort ist die Großgemeinde Garzê (Gānzī 甘孜镇).
Die Fläche beträgt 6.833 Quadratkilometer und die Einwohnerzahl 72.698 (Stand: Zensus 2020). 1999 zählte Garzê 56.264 Einwohner.
Das Kloster Beri Gonpa (Baili si) steht seit 2006 auf der Liste der Denkmäler der Volksrepublik China (6-1043).

## Administrative Gliederung
Auf Gemeindeebene setzt sich der Kreis aus einer Großgemeinde und einundzwanzig Gemeinden zusammen. Diese sind (Pinyin/chin.):
- Großgemeinde Ganzi (Garzê) 甘孜镇

- Gemeinde Xiala 呷拉乡
- Gemeinde Sexidi 色西底乡
- Gemeinde Nanduo 南多乡
- Gemeinde Shengkang 生康乡
- Gemeinde Gonglong 贡隆乡
- Gemeinde Zheke 扎科乡
- Gemeinde Laima 来马乡
- Gemeinde Xise 昔色乡
- Gemeinde Kagong 卡攻乡
- Gemeinde Renguo 仁果乡
- Gemeinde Tuoba 拖坝乡
- Gemeinde Si'e 斯俄乡
- Gemeinde Tingka 庭卡乡
- Gemeinde Xiaxiong 下雄乡
- Gemeinde Sitongda 四通达乡
- Gemeinde Duoduo 夺多乡
- Gemeinde Nike 泥柯乡
- Gemeinde Chazha 茶扎乡
- Gemeinde Dade 大德乡
- Gemeinde Kalong 卡龙乡
- Gemeinde Chalong 查龙乡

## Ethnische Gliederung der Bevölkerung (2000)
Beim Zensus im Jahr 2000 hatte der Kreis Garzê 55.703 Einwohner.
| Name des Volkes | Einwohner | Anteil  |
| --------------- | --------- | ------- |
| Tibeter         | 52.432    | 94,13 % |
| Han             | 3.061     | 5,5 %   |
| Hui             | 115       | 0,21 %  |
| Yi              | 16        | 0,03 %  |
| Uiguren         | 14        | 0,03 %  |
| Tujia           | 14        | 0,03 %  |
| Bai             | 12        | 0,02 %  |
| Zhuang          | 11        | 0,02 %  |
| Mongolen        | 9         | 0,02 %  |
| Qiang           | 7         | 0,01 %  |
| Sonstige        | 12        | 0,02 %  |